# اچ‌ام‌اس کاکرین (۱۹۰۵)
اچ‌ام‌اس کاکرین (۱۹۰۵) (به انگلیسی: HMS Cochrane (1905)) یک ناو زرهی نیروی دریایی پادشاهی بریتانیا بود. این کشتی که طول آن ۵۰۵ فوت ۴ اینچ (۱۵۴٫۰ متر) بود، در سال ۱۹۰۵ ساخته شد.